# Washington (Illinois)
Washington – miasto w Stanach Zjednoczonych, w stanie Illinois, w hrabstwie Tazewell.